# 国鉄レ5000形貨車
国鉄レ5000形貨車（こくてつレ5000がたかしゃ）は、1936年（昭和11年）から1946年（昭和21年）にかけて565両（レ5000 - レ5564）が新製された日本国有鉄道
（国鉄）の貨車（冷蔵車）である。

## 概要
1935年（昭和10年）まで鉄道省は、冷却能力を改善するために日本で初めて天井氷槽式を採用したレ2900形を量産した。しかし、日本において冷蔵車使用の大半を占める鮮魚輸送においては、箱に一緒に砕いた氷を入れる「抱き氷」の使用が一般的で氷槽はあまり使用されなかった。このためこの現実に対応して氷槽を最初から設置していない無氷槽車を製作することになった。これがレ5000形である。
レ5000形は、レ2900形とほぼ同形で、全長7,880mm、全幅2,535mm、全高3,620mm、荷重12tで、断熱材も同じくコルクを使用していた。1936年（昭和11年）から1939年（昭和14年）まで日本車輌製造・新潟鐵工所で合計420両（レ5000 - レ5419）が生産され、その後第二次世界大戦突入の影響で新製が中止された。
戦時中は2両が樺太鉄道局へ渡り運用され、又9両が戦争による被災で廃車になった。
戦後物資不足のなかで製造が直ちに再開され、1946年（昭和21年）に145両（レ5420 - レ5564）が戦前と同じく日本車輌製造・新潟鐵工所にて製造されている。ただし戦後製のものは断熱材の入手が困難な時期であったため粗悪な代用断熱材が使用された。
この車両は無氷槽式として製作されたため、戦後の進駐軍専用車に指定されることはなく、冷蔵車不足の時期に鮮魚輸送に大きな貢献をした。
無氷槽式を識別する記番号として記号は、「レオム」と標記された。「オム」とは、「大型」の「無氷槽式」の意味である。この標記は、1953年（昭和28年）5月28日通報により大きさを表す「オ」が廃止され又「ム」は、「ナ」に変更され（「レム」とまぎらわしいため）「レナ」（氷槽なし）と改正された。
1955年（昭和30年）から1957年（昭和32年）に掛けて更新修繕が実施された。この時に二段リンクに改造されると共に、断熱材がアルセルボードに交換された。
各年度による改造所と改造数の関係は以下のとおりである。
- 昭和30年度 - 130両
  - 五稜郭工場 15両
  - 大宮工場 40両
  - 高砂工場 45両
  - 幡生工場 30両
- 昭和31年度 - 200両
  - 五稜郭工場 20両
  - 大宮工場 30両
  - 幡生工場 150両
- 昭和32年度 - 190両
  - 五稜郭工場 20両
  - 大宮工場 50両
  - 高砂工場 20両
  - 多度津工場 20両
  - 幡生工場 80両

従来から天井氷槽式の冷蔵車を補給物資の輸送に用いていた在日米軍では、冷凍食品が日本の一般の食卓よりも早く普及し、氷による冷却では不足するようになった。このため1961年（昭和36年）8月に国鉄に要請し、機械式冷凍機付きの冷蔵車の試作が行われることになった。対象となったのはレ5000形のレ5003で、アメリカサーモキング社製冷凍機を車内に設置し、冷気吹出口を積荷のある空間に向けているだけの単純な改造であった。これが日本で初めての機械式冷凍機を使用した冷蔵車である。単純な構造であったため一部冷気の循環不良が生じたものの、おおむね満足できる性能が得られ、レ9000形、レサ900形への重要なステップとなった。レ5003は、1963年（昭和38年）8月に通常の冷蔵車へ復元されている。
二段リンクに改造されたためにヨンサントオ（昭和43年10月ダイヤ改正）後にも残ったが、輸送需要の減少のため戦後に製造された保冷性の高い車両に取って代わられて1971年（昭和46年）から1973年（昭和48年）に掛けて全車が廃車となった。